# Brechmorhoga praedatrix
Brechmorhoga praedatrix – gatunek ważki z rodziny ważkowatych (Libellulidae). Występuje na terenie Ameryki Południowej.